# Вірменський драм
Драм (вірм. Դրամ; символ: ֏; літерний код: AMD) — офіційна валюта Вірменії. Поділяється на 100 лум (вірм. Լումա), однак монети останніх вийшли з обігу. Слово «драм» перекладається як «гроші» та походить від грецького «драхма» (грец. δραχμή).
Виключне право випуску валюти належить Центральному Банку Республіки Вірменія. Державна валюта Республіки Вірменія перебуває в обігу з 22 листопада 1993 року. До введення в обіг драмів використовувалися радянські рублі.
Важливим фактором відносної стійкості національної валюти є приватні грошові перекази. За оцінками Центрального банку Республіки Вірменія, бенефіціарами приватних іноземних грошових трансфертів є 35% населення Вірменії.

## Монети
Перша серія монет, випущена в 1994 році, містила номінали в 10, 20, 50 лум та 1, 3, 5 і 10 драм. З 2003 року стала випускатись друга серія монет номіналами 10, 20, 50, 100, 200 і 500 драм.

### Перша серія (1994)

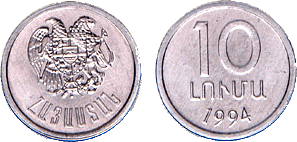
10 лум
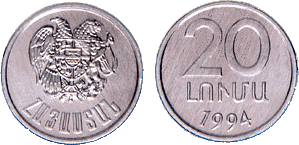
20 лум
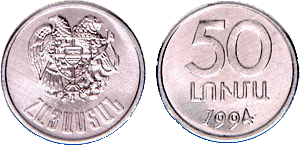
50 лум
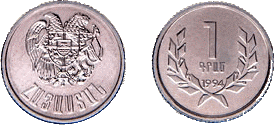
1 драм
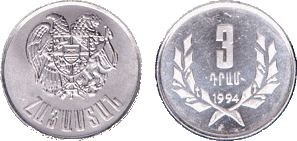
3 драми
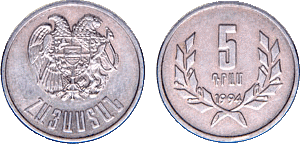
5 драм
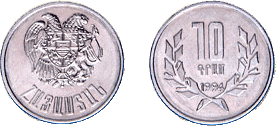
10 драм

### Друга серія (2003)

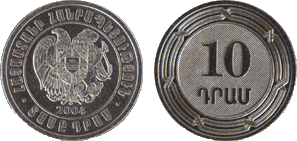
10 драм
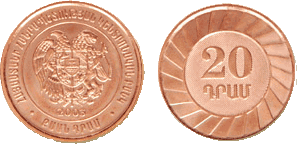
20 драм
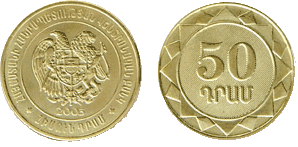
50 драм
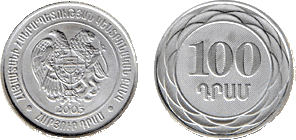
100 драм
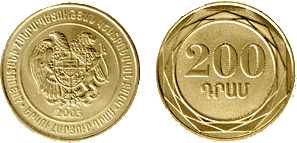
200 драм
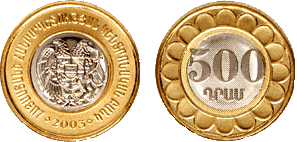
500 драм

## Банкноти
22 листопада 1993 року була випущена перша серії банкнот номіналами 10, 25, 50, 100, 200 і 500 драм. Пізніше (у 1994 та 1995) були додатково випущенні номінали в 1 тис. і 5 тис. драм. У 1998 році стала випускатись друга серія банкнот номіналами 50, 100, 500, 1 тис., 5 тис., 10 тис., 20 тис., 50 тис. і 100 тис. драм. У 2004 номінали в 50 і 100 драм були виведені з обігу. Починаючи з 2018 року вводиться третя серія банкнот драма.

### Перша серія (1993—1995)

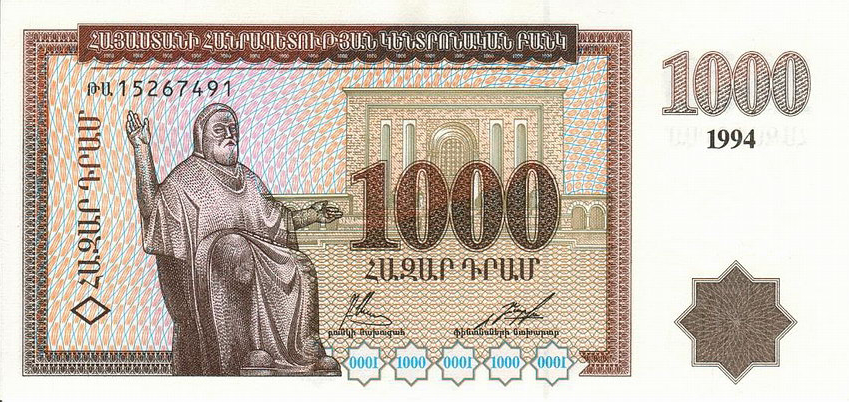
Аверс 1000 драм (Статуя Месропа Маштоца і Матенадаран)
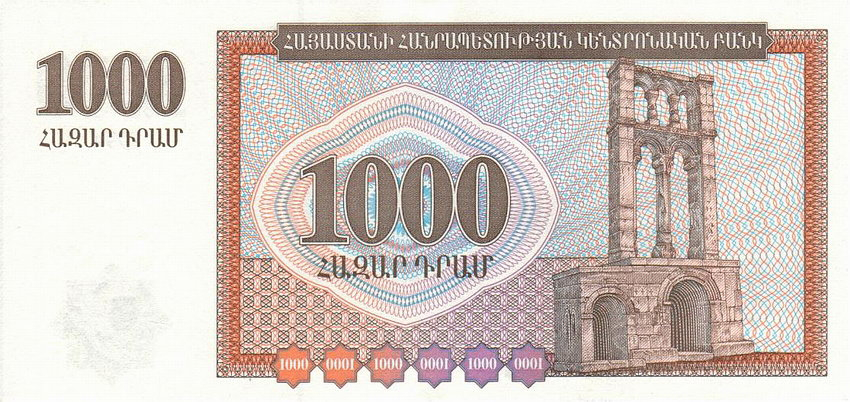
Реверс 1000 драм (обеліск VII століття з Ані)
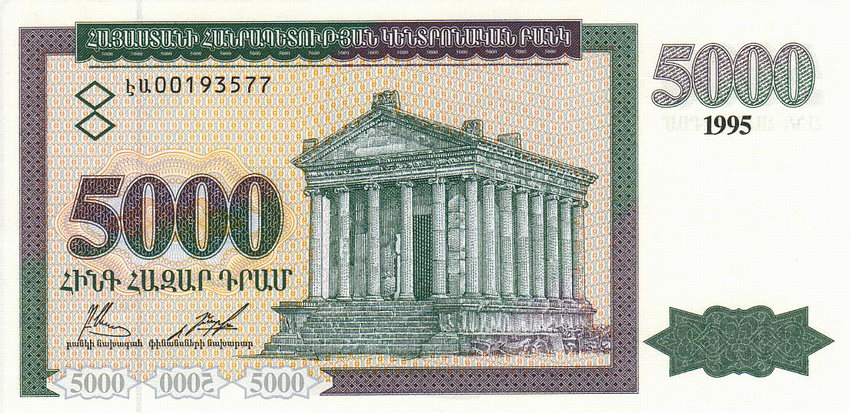
Аверс 5000 драм (Храм Ґарні)
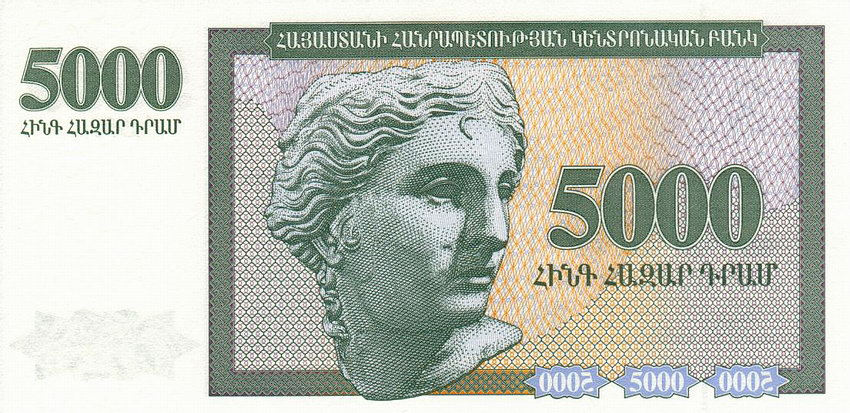
Реверс 5000 драм (Бронзова голова богині)

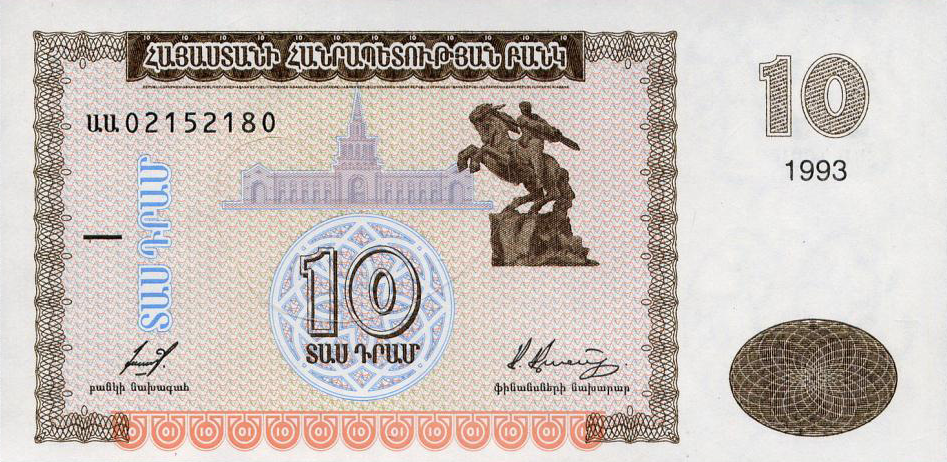
Аверс 10 драм (Залізнична станція в Єревані і пам'ятник Давиду Сасунському)
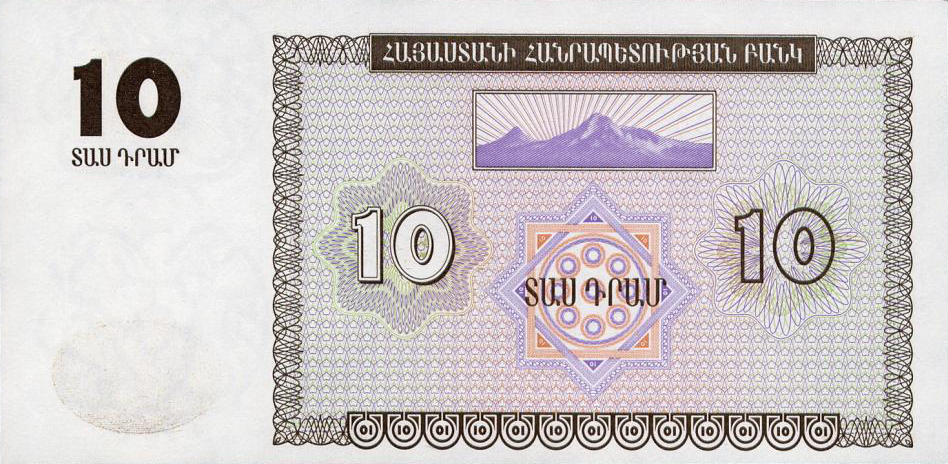
Реверс 10 драм (Гора Арарат)
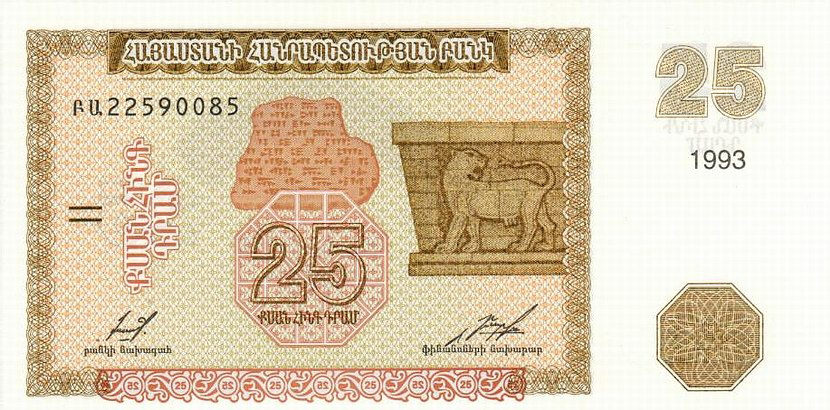
Аверс 25 драм (Клинопис Урарту і рельєф лева з фортеці в Еребуні)
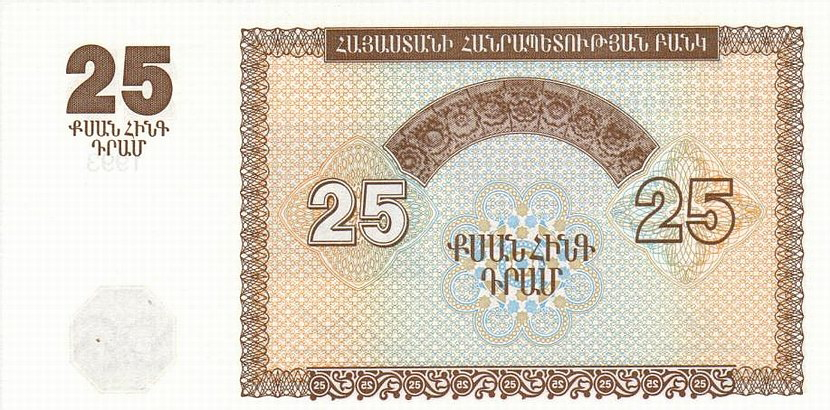
Реверс 25 драм (Орнамент)
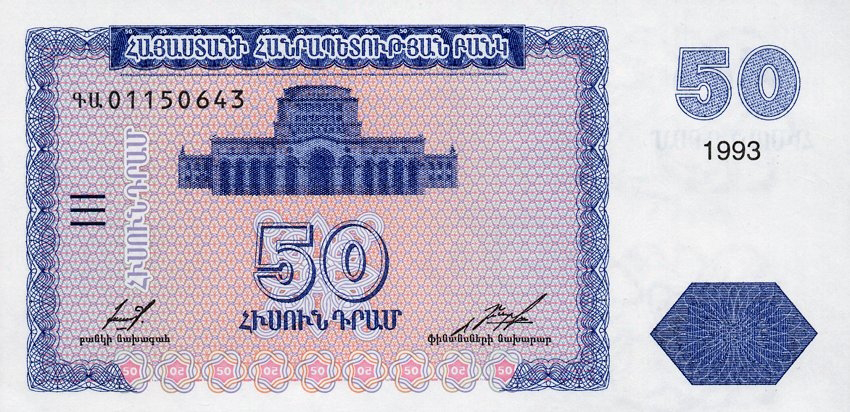
Аверс 50 драм (Національна галерея та Історичний музей Вірменії)
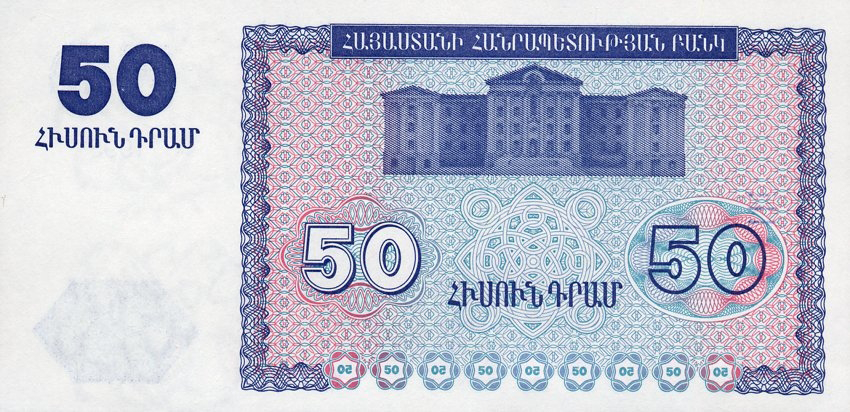
Реверс 50 драм (Будівля Національних зборів Вірменії)

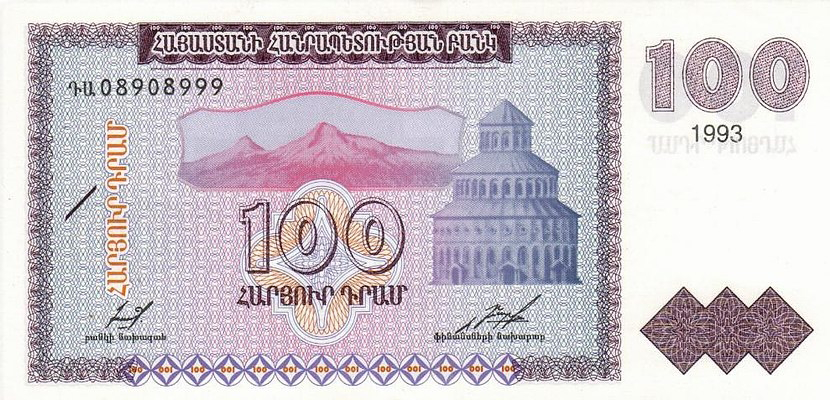
Аверс 100 драм (Гора Арарат і храм Звартноц)
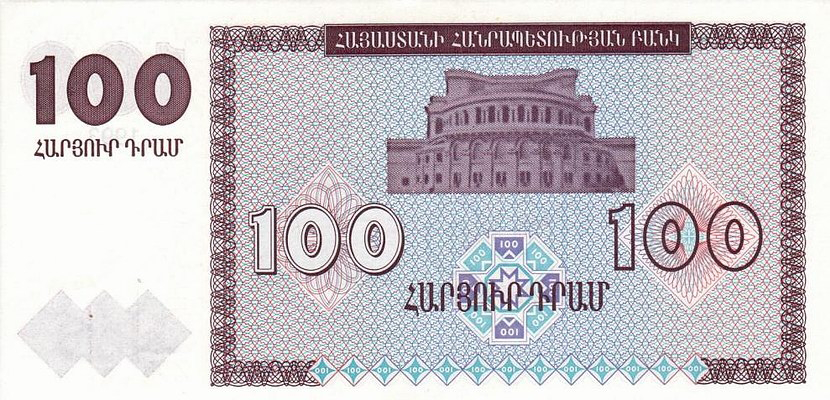
Реверс 100 драм (Вірменський театр опери і балету)
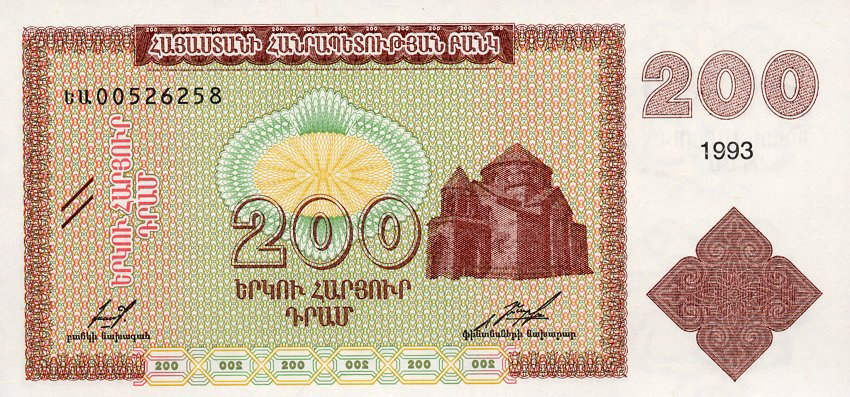
Аверс 200 драм (Церква святої Ріпсіме)
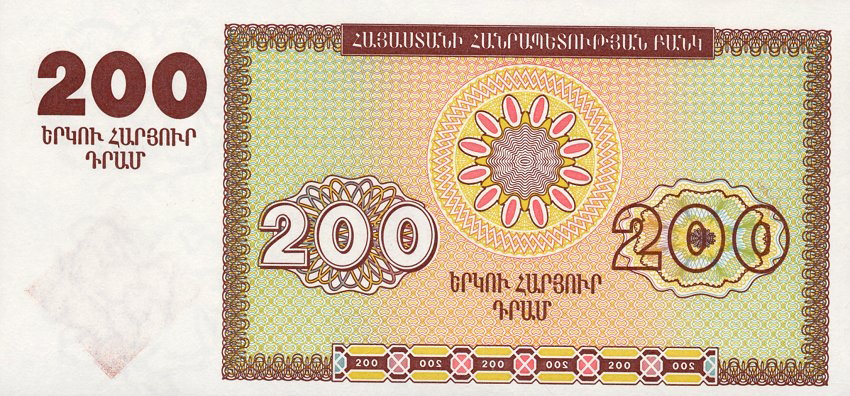
Реверс 200 драм (Орнамент)
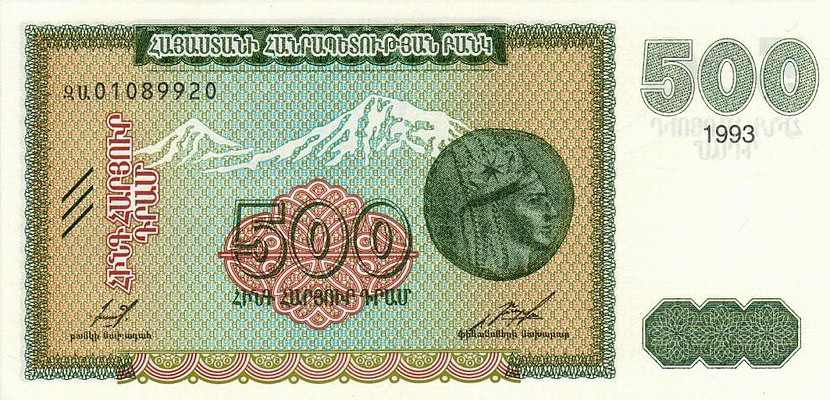
Аверс 500 драм (Гора Арарат і тетрадрахма Тиграна II)
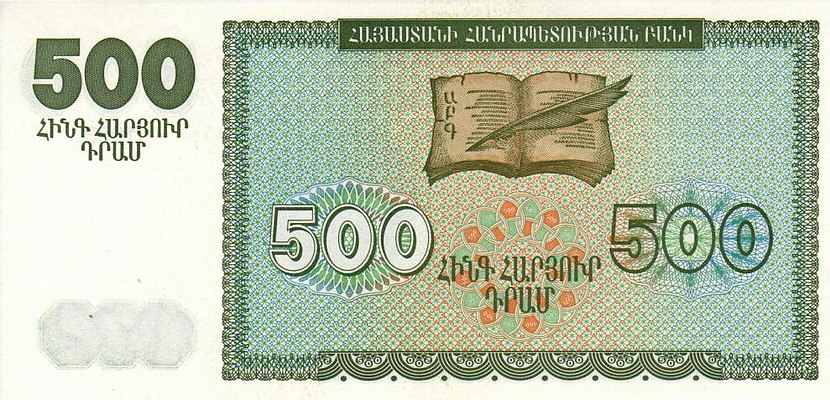
Реверс 500 драм (Книга і орнамент)

- Аверс 1000 драм
(Статуя Месропа Маштоца і Матенадаран)
- Реверс 1000 драм
(обеліск VII століття з Ані)
- Аверс 5000 драм
(Храм Ґарні)
- Реверс 5000 драм
(Бронзова голова богині Анаіт[en])

### Друга серія (1998—2012)

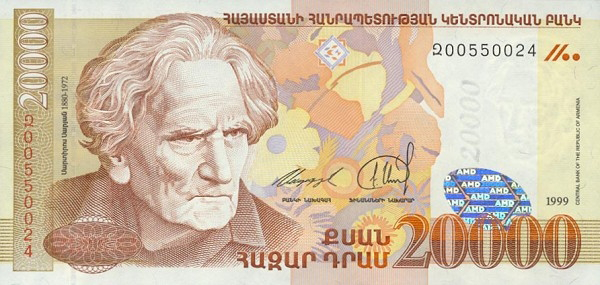
Аверс 20 тис. драм (Мартірос Сар'ян)
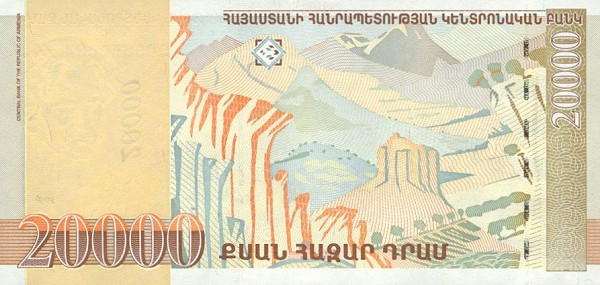
Реверс 20 тис. драм (Фрагмент картини «Вірменія» Мартіроса Сар'яна)
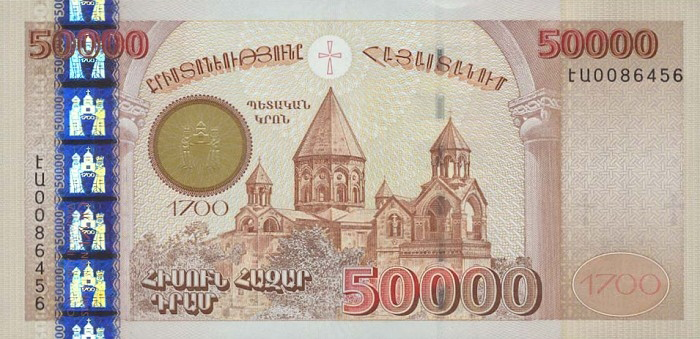
Аверс 50 тис. драм (Ечміадзинський кафедральний собор)
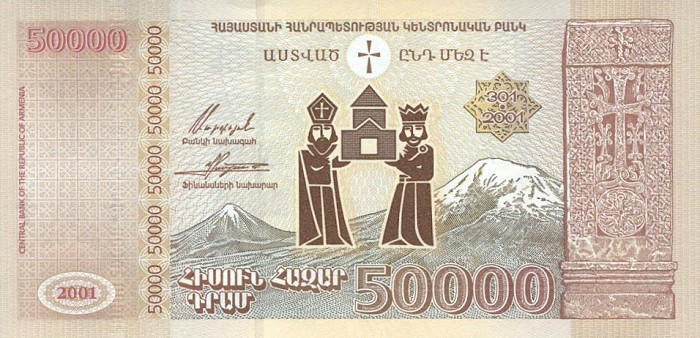
Реверс 50 тис. драм (Григорій Просвітитель та Тірдат III тримають Вірменську церкву, справа — хачкар з монастиря Кечаріс)
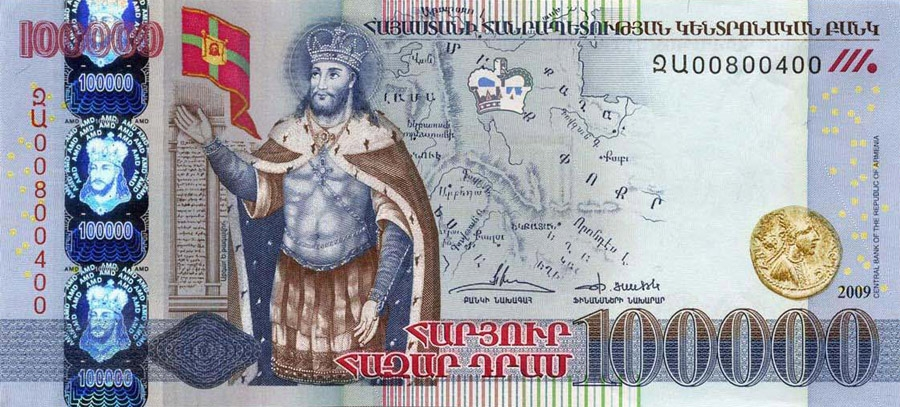
Аверс 100 тис. драм (Абгар V)
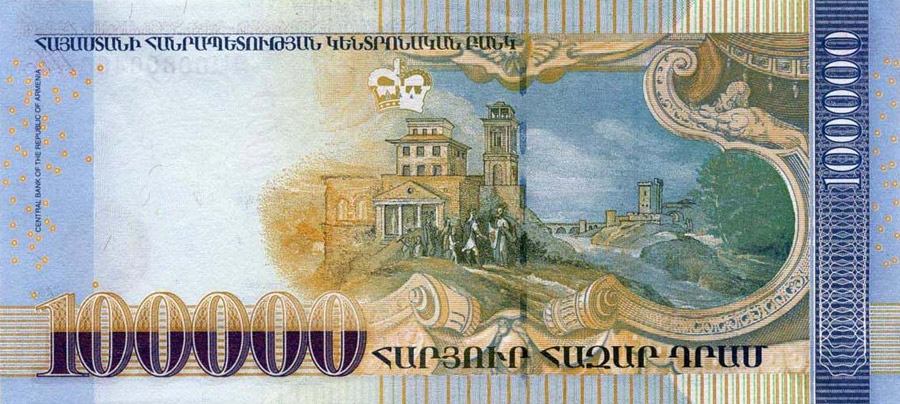
Реверс 100 тис. драм (В центрі — апостол Тадей передає Абгару V Мандиліон з Едеси)

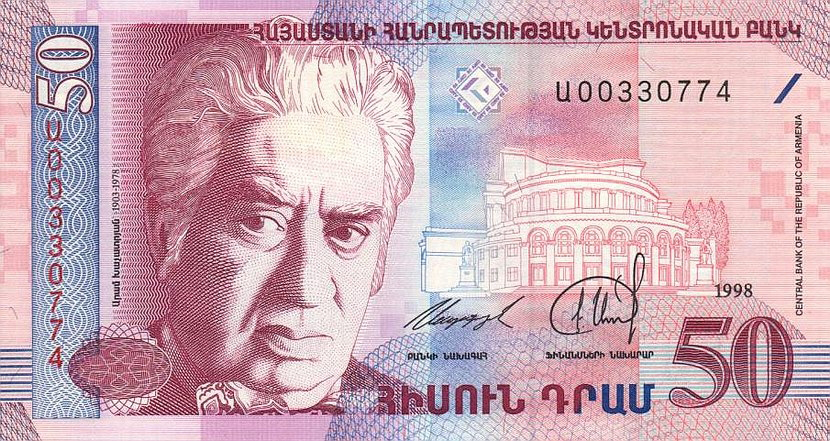
Аверс 50 драм (Арам Хачатурян та Вірменський театр опери і балету)
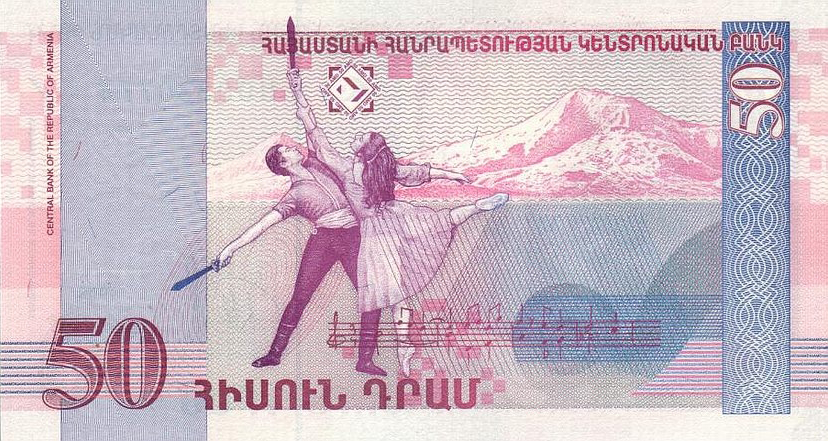
Реверс 50 драм (Сцена з балету «Ґаяне» Хачатуряна та гора Арарат)
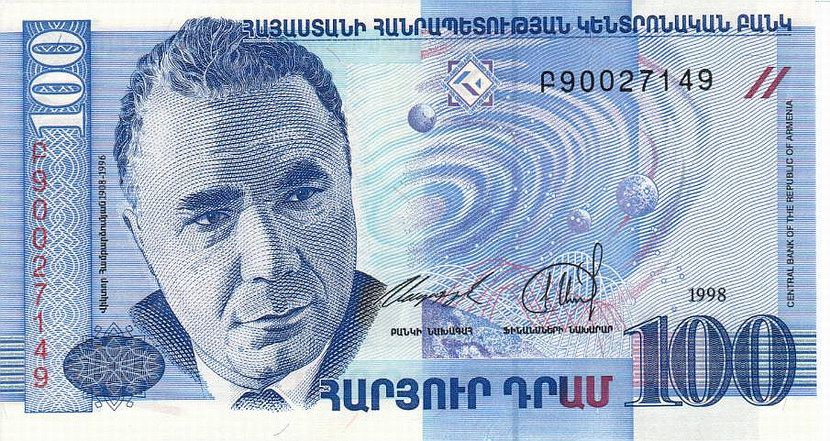
Аверс 100 драм (Віктор Амбарцумян)
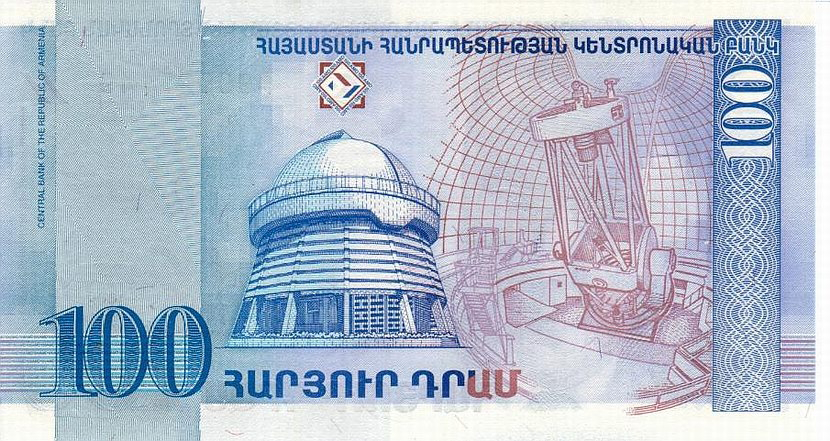
Реверс 100 драм (Бюраканська обсерваторія)
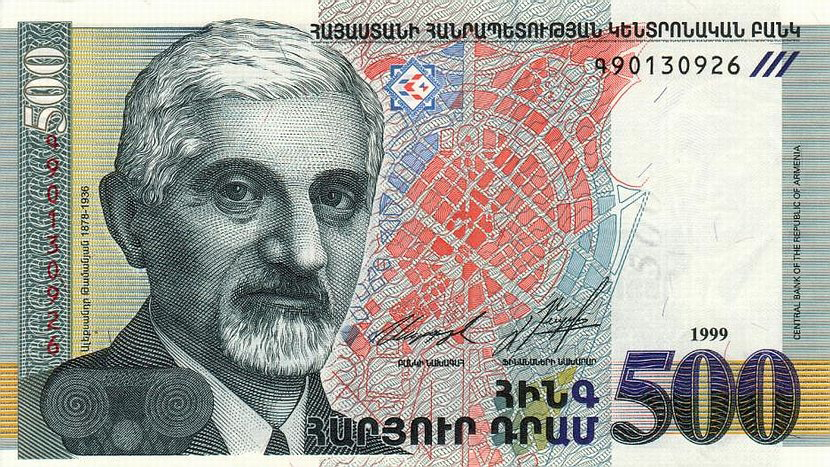
Аверс 500 драм (Олександр Таманян)
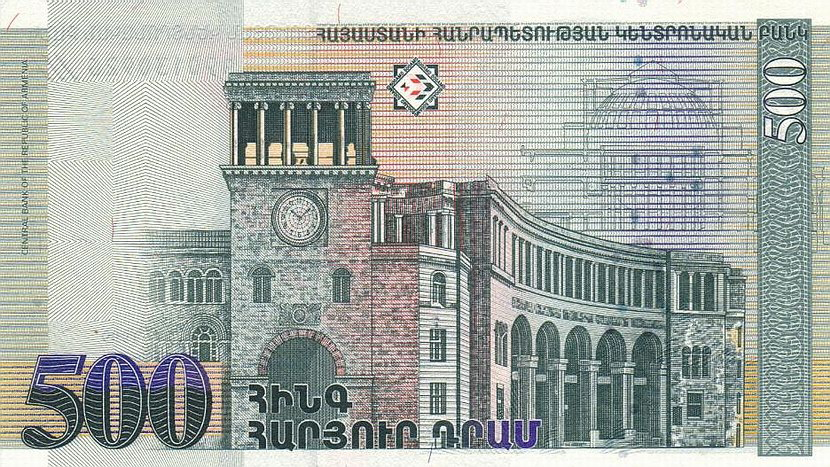
Реверс 500 драм (Будинок Уряду в Єревані спроектований О. Таманяном)

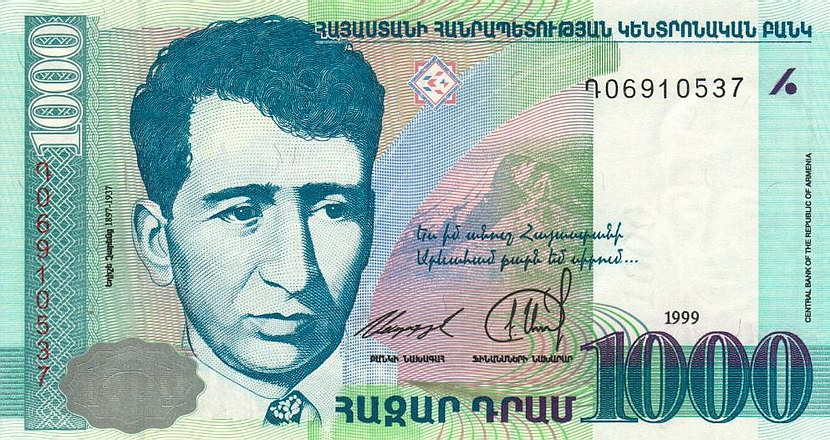
Аверс 1 тис. драм (Єгіше Чаренц)
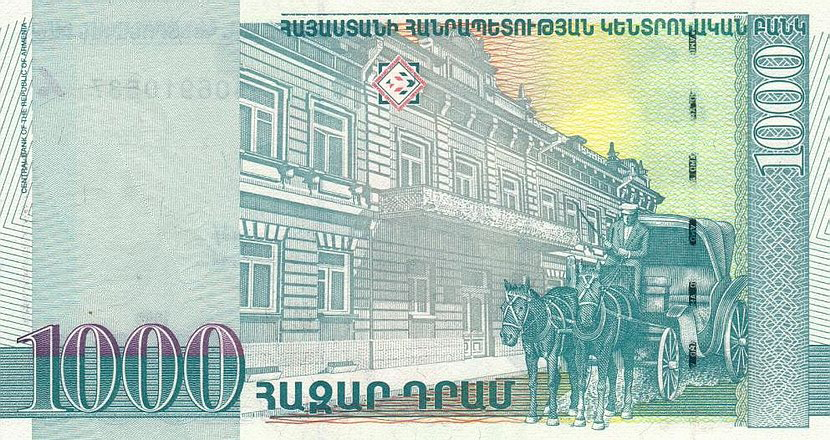
Реверс 1 тис. драм (Зображення старого Єревану з урядовим будинком Першої Республіки)
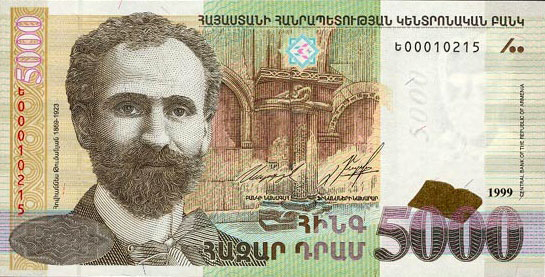
Аверс 5 тис. драм (Ованес Туманян)
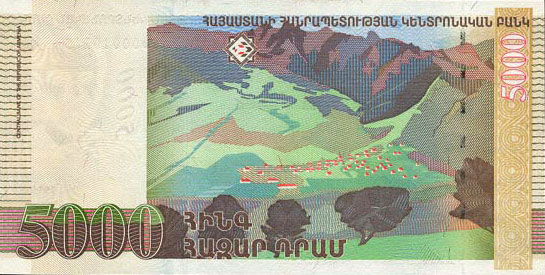
Реверс 5 тис. драм (Природа Лорі з живопису Мартіроса Сар'яна)
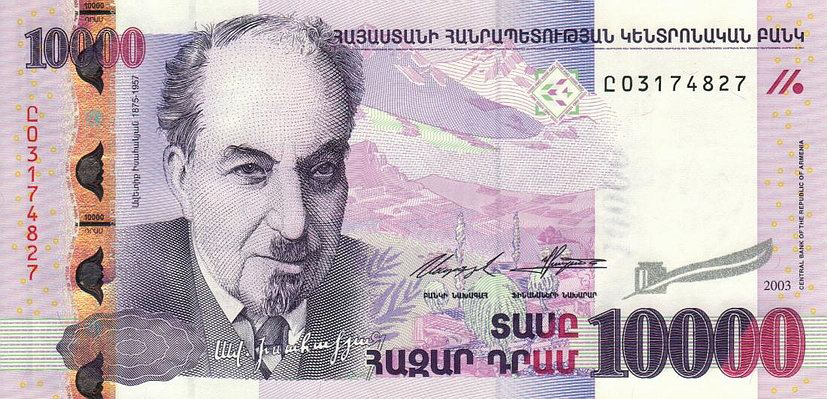
Аверс 10 тис. драм (Аветік Ісаакян)
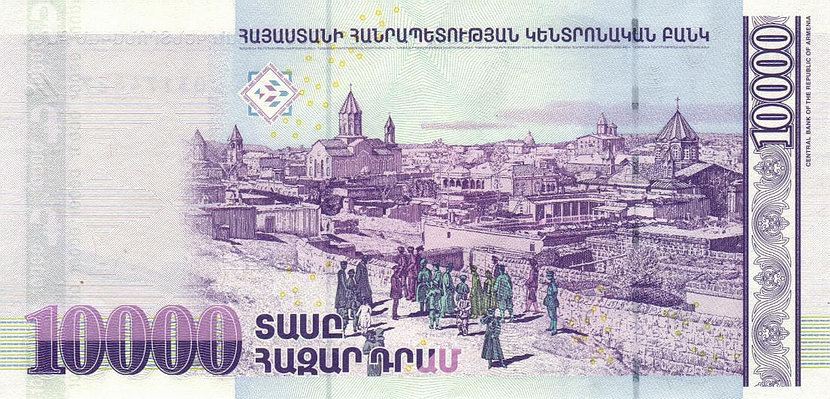
Реверс 10 тис. драм (Зображення старого Ґюмрі)

- Аверс 20 тис. драм
(Мартірос Сар'ян)
- Реверс 20 тис. драм
(Фрагмент картини «Вірменія» Мартіроса Сар'яна)
- Аверс 50 тис. драм
(Ечміадзинський кафедральний собор)
- Реверс 50 тис. драм
(Григорій Просвітитель та Тірдат III тримають Вірменську церкву, справа — хачкар з монастиря Кечаріс)
- Аверс 100 тис. драм
(Абгар V)
- Реверс 100 тис. драм
(В центрі — апостол Тадей передає Абгару V Мандиліон з Едеси)

## Валютний курс
Центральний банк Республіки Вірменія застосовує плаваючий режим валютного курсу до вірменського драму. З часу введення в обіг драм має досить міцний обмінний курс по відношенню до головних валют світу. Так з 1994 по 2017 рік він ослаб лише на 67 % відносно долара США. Відносно євро, з 1999 (коли він був введений) по 2017 рік драм зміцнів на 7 %.
| Рік                       | 1994 | 1996 | 1998 | 2000 | 2002 | 2004 | 2006 | 2008 | 2010 | 2011 | 2012 | 2013 | 2014 | 2015 | 2016 | 2017 | 2018 |
| ------------------------- | ---- | ---- | ---- | ---- | ---- | ---- | ---- | ---- | ---- | ---- | ---- | ---- | ---- | ---- | ---- | ---- | ---- |
| к-сть драм за 1 долар США | 288  | 414  | 504  | 539  | 568  | 554  | 443  | 304  | 377  | 363  | 385  | 403  | 404  | 474  | 483  | 483  | 483  |
| к-сть драм за 1 євро      | —    | —    | —    | 542  | 500  | 700  | 522  | 448  | 544  | 485  | 499  | 532  | 558  | 576  | 526  | 509  | 579  |
| к-сть драм за 1 гривню    | —    | —    | 206  | 99   | 106  | 104  | 79   | 60   | 47   | 45   | 48   | 50   | 49   | 30   | 20   | 17   | 17   |